# Hippónax z Efesu
Hippónax z Efezu (6. století př. n. l.) byl antický řecký jambický básník.

## Život
Pocházel z Efesu, byl ale vyhoštěn a žil v Klazomenách. Byl velmi ceněný, ale také chudý a neoblíbený pro své satiry. Byl přirovnáván k vose, protože velmi ostře kritisoval příliš mnoho lidí, sochaři Athénis a Bupalos také na svých sochách karikovali jeho ošklivý zevnějšek.

## Dílo
Tvořil především delší satirické a parodické básně – jamby, pokládá se za zakladatele choliambického metra. Jeho básně jsou psány ostrým, lidovým jazykem, naturalistickým a karikujícím, někdy až příliš hrubým. Podle dochovaných zlomků používal převážně choliambické metrum, které také pravděpodobně vytvořil. Proslulým se stal jeho aforismus: „Jen dvakrát v životě je žena potěšení: jednou, když si ji berete, a podruhé, když ji pohřbíváte.“